# Crittendenceratops
Crittendenceratops är ett utdöd art av Ceratopsier som levde under kritaperioden. Fossil från arten upptäcktes i Fort Crittenden Formation i Arizona 2018.  Djuret var en växtätare på 750 kilo och var omkring 3,5-meter lång. Crittendenceratops tillhör gruppen Centrosauriner. 